# On the Beach (canción de Chris Rea)
«On the Beach» es una canción compuesta e interpretada por el cantante británico Chris Rea, que pertenece a su octavo álbum de estudio del mismo nombre. Fue lanzada como un sencillo en 1986 por la compañía discográfica Magnet Records y fue la canción más exitosa de aquel disco, alcanzando el top 40 en la UK Singles Chart durante la semana del 25 de mayo de 1986 por once semanas. En 1988, Rea volvió a grabar «On the Beach» para el álbum recopilatorio New Light Through Old Windows titulada «On the Beach (Summer '88)». Esta versión de casi siete minutos, le devolvió mucho más éxito a Rea que la versión original, entró en el top 20 de la UK Singles Chart el 13 de agosto de 1988 y se mantuvo en la posición número 12 durante siete semanas. En los Estados Unidos, la canción logró el puesto número 9 en la lista Billboard Adult Contemporary.

## Lista de canciones
| Sencillo de siete pulgadas (UK MAG 294) 1. «On the Beach (Special Remix)» – 4:20 2. «If Anybody Asks You» – 5:00 | Sencillo de siete pulgadas (WEA YZ 195) 1. «On the Beach (Summer '88)» – 3:45 2. «I'm Taking The Day Out» – 3:25 |

## Posicionamiento
| Lista (1986)     | Máxima posición | Semanas |
| ---------------- | --------------- | ------- |
| UK Singles Chart | 57              | 11      |
| Lista (1988)     | Máxima posición | Semanas |
| UK Singles Chart | 12              | 7       |